# Concours international de jeunes chefs d’orchestre de Besançon
Der Concours international de jeunes chefs d’orchestre de Besançon, englisch International Besançon Competition for Young Conductors, ist ein Musikwettbewerb für junge Dirigenten in Besançon in Frankreich.

## Geschichte
1951 organisierte der Komponist, Musik- und Filmkritiker Émile Vuillermoz den Wettbewerb als Teil des 1948 gegründeten Festival international de musique de Besançon Franche-Comté. In den Jahren 1954 bis 1973 wurden Preise in zwei Kategorien vergeben: für „Professionnels, diplômés“ und „Non professionnels, non diplômés“. Bis 1993 fand der Wettbewerb jährlich statt, ab 1993 im Zweijahres-Turnus.
Für viele Preisträger war es das Sprungbrett zu einer daran anschließenden großen internationalen Karriere, darunter Seiji Ozawa, Ali Rahbari, Jesús López-Cobos und Sylvain Cambreling.
Der erste Preis ist mit einem Preisgeld dotiert und der Aussicht auf ein Engagement an einem berühmten Orchester wie zum Beispiel dem London Philharmonic Orchestra, dem Prague Symphony Orchestra, dem BBC Symphony Orchestra, dem Ensemble Orchestral Contemporain, der Dresdner Philharmonie oder der Opera North.

## Preisträger
| - 1951 Reinhard Peters - 1952 Jean Périsson - 1953 Peter Traunfellner - 1954 Peter Chaille - 1955 Jerzy Katlewicz - 1956 Zdeněk Košler, first mention Sergiu Comissiona - 1957 Jean Lapierre - 1958 Martin Turnovský - 1959 Seiji Ozawa - 1960 Poul Jorgensen - 1961 Pierre Hétu - 1962 Vladimir Kojoukharov - 1963 Alois Springer - 1964 Emil Simon - 1965 Zdeněk Mácal - 1966 kein erster Preis vergeben - 1967 Yuval Zaliouk, junior section Luis Antonio García Navarro - 1968 Jesús López-Cobos and Philippe Bender - 1969 kein erster Preis vergeben - 1970 Stéphane Cardon - 1971 kein erster Preis vergeben - 1972 Jacques Mercier - 1973 kein erster Preis vergeben - 1974 Alex Veelo, 2nd prize Sylvain Cambreling - 1975 Marc Soustrot - 1976 Patrick Juzeau - 1977 Tomas Koutnik und Ali Rahbari - 1978 Yoel Levi | - 1979 Doron Salomon - 1980 Jonathan Seers - 1981 Philippe Cambreling - 1982 Yôko Matsuo and Osmo Vänskä - 1983 Michael Zilm, mention for Carlo Rizzi - 1984 Wolfgang Doerner - 1985 Wing-Sie Yip, 2nd prize Rodolfo Saglimbeni. - 1986 Gilles Auger - 1987 Nicolás Pasquet - 1988 Lü Shao-chia - 1989 Christopher Gayford and Yutaka Sado - 1990 Ryusuke Numajiri - 1991 George Pehlivanian - 1992 Tommaso Placidi - 1993 Silvia Massarelli and Daisuke Soga - 1995 Tetsuro Ban - 1994 Lü Shao-chia - 1997 Marco Parisotto - 1999 Alvaro Albiach-Fernandez - 2001 Tatsuya Shimono - 2003 kein erster Preis vergeben - 2005 Lionel Bringuier - 2007 Darrell Ang - 2009 Kazuki Yamada - 2011 Yuki Kakiuchi - 2013 Yao-Yu Wu - 2015 Jonathon Heyward - 2017 Ben Glassberg - 2019 Nodoka Okisawa |